# Фрањо Гифингер
Фрањо Ксавер Гифингер (Нови Сад, око 1826. — после 1878.) био је српски сликар немачког порекла.  

## Биографија
Фрањо Гифингер био је глувонем од рођења. Након окончања основног школовања, похађао је Литографски завод Михаила Троха у Петроварадину, где се истакао добрим оценама из цртања. Одсек за рестаурацију слика на бечкој Академији ликовних уметности уписао је 1846. У Бечу је радио у атељеу Ф. Г. Валдмилера.
Током шесте деценије XIX века враћа се у Војводину као путујући сликар, где слика и своје најпознатије дело Дете с добошем, које се сада налази у Галерији Матице српске у Новом Саду. Портрет детета с добошем изведен је у духу провинцијског бидермајера и представља сентиментални приказ дечјег света.
Најзначајнија остварења Гифингера су портрети угледних грађана из Војводине и Славоније које је осликао у стилу закаснелог бидермајера (Мушкарац из породице Остојић и Жена из породице Остојић). Гифингер је сликао и религиозне композиције, попут слике Свети Ђорђе на коњу (1878).